# يوهان هينريتش غوستاف ماير
يوهان هينريتش غوستاف ماير (بالألمانية: Gustav Meyer)‏ هو مهندس المناظر الطبيعية ألماني، ولد في 14 يناير 1816 في Landkreis Weststernberg ‏، وتوفي في 27 مايو 1877 في برلين في ألمانيا.